# Openload
Openload war ein Sharehoster, der 2019 nach einer Klage der Alliance for Creativity and Entertainment geschlossen wurde. Der Dienst wurde vor seiner Schließung stark genutzt und verdiente den Großteil seines Geldes mit Werbung und Kryptojacking. Der Dienst wurde als berüchtigter Markt bezeichnet und häufig für Urheberrechtsverletzungen genutzt.

## Geschichte

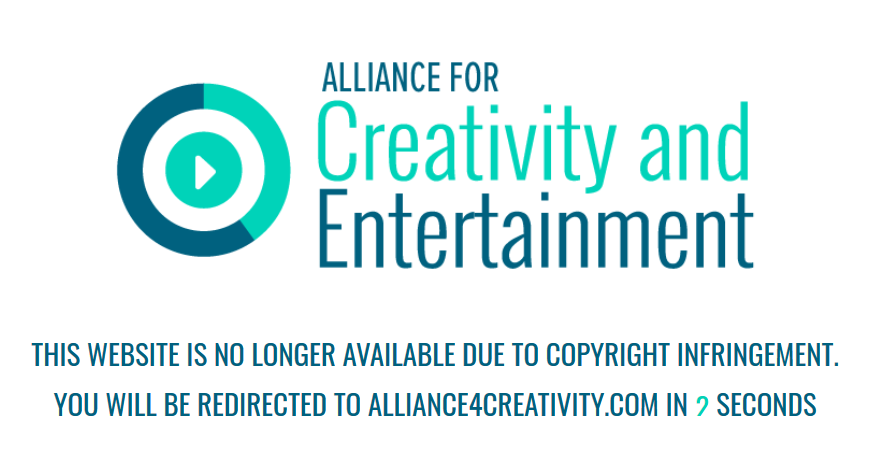
Meldung, die auf openload.co seit dem Takedown erscheint

Openload war am 30. Juli 2015 als offene Alpha-Version verfügbar und wurde im Oktober 2015 vollständig eingeführt.
Im Jahr 2016 wurde die Domain von Openload durch Namecheap aufgrund der großen Anzahl an DMCA-Anfragen, die sie generierten, gesperrt. Die Domain wurde später von Namecheap wieder freigegeben.
Im Jahr 2017 wurde Openload dafür kritisiert, dass es die Webbrowser seiner Nutzer zum Mining der Kryptowährung Monero nutzte und dabei einen ähnlichen Code wie Coinhive verwendete. Openload verdiente schätzungsweise 95.000 US-Dollar pro Monat mit dem Mining, während die mutmaßliche Tochtergesellschaft Streamango schätzungsweise 7.200 US-Dollar pro Monat verdiente.
Im Jahr 2018 wurde Openload als ein berüchtigter Markt aufgeführt. Auf Openload entfiel mehr Netznutzung als auf Dienste wie Hulu.
Im Februar 2019 wurde festgestellt, dass Reddit Links zu Openload mit einem Shadowban belegt hat. Im April 2019 stellte Openload die Bezahlung von Uploadern im Rahmen seines Partnerprogramms ein. Im Juni 2019 wurde der Hauptdomainname von Openload, openload.co, gesperrt.
Im Oktober 2019 wurde Openload abgeschaltet, nachdem die Alliance for Creativity and Entertainment (ACE) in Deutschland rechtliche Schritte gegen das Unternehmen eingeleitet hatte. Alle Openload-Domains leiten nun auf eine Seite weiter, die besagt, dass die Seite aufgrund von Urheberrechtsverletzungen nicht mehr verfügbar ist, und warnen davor, illegale Streaming-Dienste zu abonnieren oder zu nutzen. Nach zehn Sekunden wird die Seite auf die Website von Alliance for Creativity and Entertainment umgeleitet.

## Streamango
Streamango war eine ähnliche Streaming-Website, von der lange Zeit angenommen wurde, dass sie von Openload betrieben wird. Streamango wurde zur gleichen Zeit wie Openload mit den gleichen Begründungen abgeschaltet. Streamango-Domains leiten auch auf die Website von ACE um.